# فرانک وانلاس
فرانک مارین وانلاس (هفدهم مه ۱۹۳۳ در تاچر، آریزونا – 9 سپتامبر ۲۰۱۰ در سانتا کلارا، کالیفرنیا) یک مهندس برق آمریکایی بود. او به خاطر اختراع CMOS (مکمل MOS) منطقی با چی-تناگ ساه در سال ۱۹۶۳ شناخته می‌شود. از آن زمان CMOS به فرایند ساخت ادوات نیم‌رسانا استاندارد برای ماسفتها (ترانزیستورهای اثر میدان فلز-اکسید-نیم‌رسانا) تبدیل شده‌است.

## زندگی‌نامه
وی دکترای خود را از دانشگاه یوتا گرفت. وانلاس مدارهای منطقی سیماس (مکمل MOS) را با چی-تانگ ساه در سال ۱۹۶۳ اختراع کرد، در حالی که در فرچایلد سمیکانداکتر کار می‌کرد. وانلاس در سال ۱۹۶۷ به شماره 353568558 ثبت اختراع آمریکا برای «مدار اثر میدان با توان کر حالت آماده به کار» را صادر کرد.
در سال ۱۹۶۳، ضمن مطالعه ساختارهای ماسفت (ترانزیستورهای اثر میدان فلز-اکسید-نیم‌رسانا)، وی اشاره به حرکت بار از طریق اکسید روی گیت داشت. در حالی که او آن را دنبال نکرد، این ایده بعداً به پایه و اساس فناوریای‌پی‌رام (حافظه فقط خواندنی قابل‌برنامه‌ریزی قابل پاک کردن) تبدیل شد.
در سال ۱۹۶۴، وانلاس به جنرال ریزالکترونیک (GMe) نقل مکان کرد، جایی که اولین مدارهای تجاری مجتمع MOS را ساخت، و یک سال بعد به بخش میکروالکترونیک جنرال اینسترومنت در نیویورک، که منطق چهار-فاز را توسعه داد.
در سال ۱۹۹۱، وانلاس جایزه مدارهای جامد IEEE را دریافت کرد.
وانلاس در ۹ سپتامبر ۲۰۱۰ درگذشت.